# Campionat de Flandes
El Campionat de Flandes (en neerlandès Kampioenschap van Vlaanderen) és una cursa ciclista belga que es disputa anualment a la província de Flandes Occidental. El recorregut discorre entre la comuna de Pittem i l'antiga comuna de Koolskamp, actualment inclosa dins la d'Ardooie, on es troba l'arribada.
La primera edició es disputà el 1908 i des de llavors sols s'ha deixat de disputar durant els dos períodes bèl·lics mundials i per la pandèmia de COVID-19. El primer vencedor fou Robert Wancour, mentre que Nico Eeckhout, amb quatre victòries, és el ciclista amb més victòries.
Des de 2005, amb la creació forma part de l'UCI Europe Tour, amb una categoria 1.1.

## Palmarès

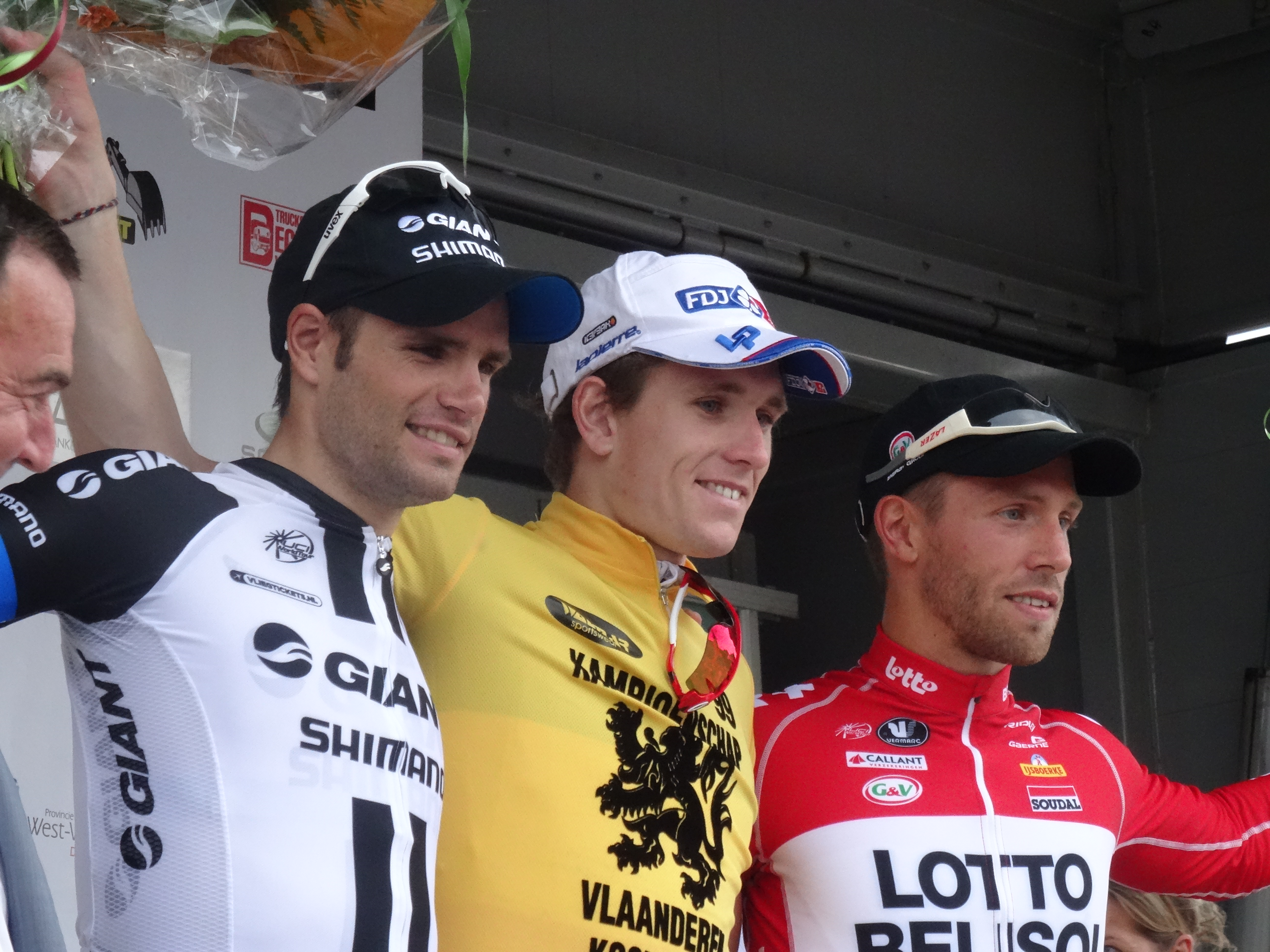
2014 : Luka Mezgec (2), Arnaud Démare (1) & Jonas Van Genechten (3).

| Any                                                        | Vencedor                | Segon                     | Tercer                 |
| ---------------------------------------------------------- | ----------------------- | ------------------------- | ---------------------- |
| 1908                                                       | Robert Wancour          | Firmin Lambot             | Louis Coolsaet         |
| 1909                                                       | Robert Wancour          | Odile Defraye             | Marcel Buysse          |
| 1910                                                       | Odile Defraye           | Léon Buysse               | Henri Van Lerberghe    |
| 1911                                                       | Léon Buysse             | Aloïs Persijn             | Alfons Brutin          |
| 1912                                                       | Abel De Vogelaere       | Léon Buysse               | Aloïs Persijn          |
| 1913                                                       | René Anno               | Arthur Maertens           | Achille Depauw         |
| 1914-1918 No disputat. Primera Guerra Mundial              |                         |                           |                        |
| 1919                                                       | Jules Van Hevel         | Léon Devos                | Alfons Van Hecke       |
| 1920                                                       | Jules Van Hevel         | Henri Van Lerberghe       | Florent Vandenberghe   |
| 1921                                                       | Pierre Van De Velde     | Marcel Buysse             | Karel Govaert          |
| 1922                                                       | Alfons Van Hecke        | Florent Vandenberghe      | Julien Volbrecht       |
| 1923                                                       | Julien Volbrecht        | Pierre Van De Velde       | Theophile Van Eetvelde |
| 1924                                                       | Léon Devos              | Jules Matton              | Maurice De Waele       |
| 1925                                                       | Aimé Dossche            | Maurice De Waele          | Rémi Cant              |
| 1926                                                       | Henri De Jaegher        | Gustaaf Van Slembrouck    | Georges Ronsse         |
| 1927                                                       | Léopold-Albert Matton   | Alfred Hamerlinck         | Jan Meeuwis            |
| 1928                                                       | Aimé Dossche            | Lucien Buysse             | Hector Martin          |
| 1929                                                       | Maurits Raes            | Aimé Dossche              | Maurice De Waele       |
| 1930                                                       | Alfred Hamerlinck       | Leander Ghyssels          | Constant Dyzers        |
| 1931                                                       | Aimé Dossche            | Frans Bonduel             | Julien Vervaecke       |
| 1932                                                       | Gerard Desmet           | Sylvère Maes              | André Mortier          |
| 1933                                                       | Gerard Desmet           | Michel Van Vlockhoven     | André Mortier          |
| 1934                                                       | Jef Moerenhout          | Albert Billiet            | Jules Lowie            |
| 1935                                                       | Marcel Kint             | Jan-Jozef Horemans        | Albert Billiet         |
| 1936                                                       | Julien Heernaert        | Emiel Vandepitte          | Frans Bonduel          |
| 1937                                                       | Marcel Claeys           | Gaston Denys              | Jan Deman              |
| 1938                                                       | Sylvain Grysolle        | Odiel Van Den Meersschaut | Albert Beirnaert       |
| 1939-1940 No disputat. Segona Guerra Mundial               |                         |                           |                        |
| 1941                                                       | Albéric Schotte         | Frans Bonduel             | Albert Sercu           |
| 1942                                                       | Robert Van Eenaeme      | Roger Cnockaert           | Albert Paepe           |
| 1943                                                       | Rik Van Steenbergen     | Robert Van Eenaeme        | Roger Cnockaert        |
| 1944 No disputat. Segona Guerra Mundial                    |                         |                           |                        |
| 1945                                                       | Sylvain Grysolle        | André Pieters             | Omer Huwel             |
| 1946                                                       | Achiel De Backer        | Albert Sercu              | Gustaaf Van Overloop   |
| 1947                                                       | Albert Paepe            | Albert Anutchin           | Maurice Meersman       |
| 1948                                                       | Emmanuel Thoma          | Roger De Corte            | Louis Brusselmans      |
| 1949                                                       | Emiel Van der Veken     | Roger Decock              | René Janssens          |
| 1950                                                       | Maurice Blomme          | Arsène Rijckaert          | André Pieters          |
| 1951                                                       | Roger Decock            | Gerard Buyl               | André Maelbrancke      |
| 1952                                                       | Arsène Rijckaert        | Arthur Mommerency         | Julien Plovie          |
| 1953                                                       | Léon De Lathouwer       | Maurice Mollin            | Arthur Mommerency      |
| 1954                                                       | Albéric Schotte         | André Rosseel             | Karel De Baere         |
| 1955                                                       | Léon De Lathouwer       | André Noyelle             | René Mertens           |
| 1956                                                       | Léon Van Daele          | André Rosseel             | Wim van Est            |
| 1957                                                       | Léon Van Daele          | Léon De Lathouwer         | Firmin Bral            |
| 1958                                                       | Léon Van Daele          | Roger De Corte            | René Mertens           |
| 1959                                                       | Rik Van Looy            | André Noyelle             | Oswald Declercq        |
| 1960                                                       | Gilbert Desmet          | Jozef Mariën              | Michel Van Aerde       |
| 1961                                                       | Frans De Mulder         | Karel Clerckx             | Gustaaf De Smet        |
| 1962                                                       | André Messelis          | Romain Van Wijnsberghe    | Oswald Declercq        |
| 1963                                                       | Gustaaf Van Vaerenbergh | Jean-Baptiste Claes       | Frans Melckenbeeck     |
| 1964                                                       | Gustaaf De Smet         | Rik Van Looy              | Gilbert Maes           |
| 1965                                                       | Palle Lykke             | Arthur Decabooter         | Gustaaf De Smet        |
| 1966                                                       | Eddy Merckx             | Daniel Van Ryckeghem      | Gustaaf De Smet        |
| 1967                                                       | Gerard Vianen           | Eddy Van Audenaerde       | Gustaaf De Smet        |
| 1968                                                       | Jos Huysmans            | Eric Leman                | Rik Van Looy           |
| 1969                                                       | Eric De Vlaeminck       | Ronald De Witte           | Jean-Pierre Monseré    |
| 1970                                                       | Noël Van Clooster       | Jean-Pierre Monseré       | Herman Vrijders        |
| 1971                                                       | Eric Leman              | Rik Van Linden            | Willy Planckaert       |
| 1972                                                       | Patrick Sercu           | Eddy Merckx               | Walter Godefroot       |
| 1973                                                       | Herman Vrijders         | José Vanackere            | Jozef Spruyt           |
| 1974                                                       | Freddy Maertens         | Frans Verbeeck            | Herman Vrijders        |
| 1975                                                       | Jos Huysmans            | Hennie Kuiper             | José Vanackere         |
| 1976                                                       | Freddy Maertens         | Willy Planckaert          | Serge Vandaele         |
| 1977                                                       | Frans Verhaegen         | Gery Verlinden            | Willy In 't Ven        |
| 1978                                                       | Daniel Willems          | Gery Verlinden            | Alain Desaever         |
| 1979                                                       | Alfons van Katwijk      | Marc Renier               | Lieven Malfait         |
| 1980                                                       | Theo de Rooij           | Luc Colijn                | Guido Van Sweevelt     |
| 1981                                                       | Patrick Versluys        | Frank Hoste               | Ronny Vanmarcke        |
| 1982                                                       | Gery Verlinden          | Hendrik Caethoven         | Jean-François Chaurin  |
| 1983                                                       | Patrick Devos           | Adri van der Poel         | Luc Meersman           |
| 1984                                                       | Rudy Matthijs           | Dirk Heirweg              | Frank Hoste            |
| 1985                                                       | Eddy Vanhaerens         | Claude Criquielion        | Pol Verschuere         |
| 1986                                                       | Frank Van De Vijver     | Herman Frison             | Allan Peiper           |
| 1987                                                       | Dirk Heirweg            | Dirk Demol                | Geert Decorte          |
| 1988                                                       | Marnix Lameire          | Edwin Bafcop              | Dirk Heirweg           |
| 1989                                                       | Etienne De Wilde        | Luc Van De Vel            | Herman Frison          |
| 1990                                                       | Hendrik Redant          | Wilfried Peeters          | Dirk Demol             |
| 1991                                                       | Johan Museeuw           | Peter Huyghe              | Wiebren Veenstra       |
| 1992                                                       | Rik Van Slycke          | Michel Vanhaecke          | Hendrik Redant         |
| 1993                                                       | Sammie Moreels          | Andrei Txmil              | Johan Museeuw          |
| 1994                                                       | Jelle Nijdam            | Hendrik Redant            | Danny Nelissen         |
| 1995                                                       | Johan Museeuw           | Hans De Clercq            | Wilfried Peeters       |
| 1996                                                       | Niko Eeckhout           | Johan Verstrepen          | Peter Verbeken         |
| 1997                                                       | Peter Van Petegem       | Tom Steels                | Michael van der Wolf   |
| 1998                                                       | Niko Eeckhout           | Hans De Clercq            | Davy Delme             |
| 1999                                                       | Michel Vanhaecke        | Arvis Piziks              | Steven de Jongh        |
| 2000                                                       | Niko Eeckhout           | John Talen                | Chris Peers            |
| 2001                                                       | Paul Van Hyfte          | Bjørnar Vestøl            | Jean-Michel Tessier    |
| 2002                                                       | Jimmy Casper            | Marc Streel               | Andy Cappelle          |
| 2003                                                       | Baden Cooke             | Jans Koerts               | Robert Sassone         |
| 2004                                                       | Jimmy Casper            | Nico Mattan               | Ludovic Capelle        |
| 2005                                                       | Serguei Lagutin         | Andy De Smet              | Assan Bazàiev          |
| 2006                                                       | Niko Eeckhout           | Steven de Jongh           | Danilo Hondo           |
| 2007                                                       | Baden Cooke             | Andy Cappelle             | Denis Flahaut          |
| 2008                                                       | André Greipel           | Stefan van Dijk           | Andreas Stauff         |
| 2009                                                       | Steven de Jongh         | Sebastian Langeveld       | Bobbie Traksel         |
| 2010                                                       | Leigh Howard            | Aidis Kruopis             | Tom Veelers            |
| 2011                                                       | Marcel Kittel           | André Greipel             | Michael Van Staeyen    |
| 2012                                                       | Ronan van Zandbeek      | Christopher Juul-Jensen   | Kurt Hovelijnck        |
| 2013                                                       | Jens Debusschere        | Baptiste Planckaert       | Michael Van Staeyen    |
| 2014                                                       | Arnaud Démare           | Luka Mezgec               | Jonas Van Genechten    |
| 2015                                                       | Michał Gołaś            | Nikolai Trússov           | Adrian Aas Stien       |
| 2016                                                       | Timothy Dupont          | Fernando Gaviria Rendón   | Raymond Kreder         |
| 2017                                                       | Fernando Gaviria Rendón | Dylan Groenewegen         | Jasper De Buyst        |
| 2018                                                       | Dylan Groenewegen       | John Degenkolb            | Jasper Stuyven         |
| 2019                                                       | Jannik Steimle          | Timo Roosen               | Dylan Groenewegen      |
| 2020 No disputat. Coronavirus'"`UNIQ--ref-00000000-QINU`"' |                         |                           |                        |
| 2021                                                       | Jasper Philipsen        | Dylan Groenewegen         | Martin Laas            |
| 2022                                                       | Fabio Jakobsen          | Caleb Ewan                | Dylan Groenewegen      |
| 2023                                                       | Jasper Philipsen        | Dylan Groenewegen         | Fabio Jakobsen         |
| 2024                                                       | Tim Merlier             | Arvid de Kleijn           | Jasper Philipsen       |
| 2025                                                       |                         |                           |                        |